# Čermiansky močiar
Čermiansky močiar je přírodní památka v katastrálním území obce Čermany v okrese Topoľčany v Nitranském kraji na Slovensku. Území bylo vyhlášeno v roce 1988 a jeho rozloha je 5,45 hektaru. Předmětem ochrany je mokřad s výskytem chráněných druhů živočichů.